# شيخوخة

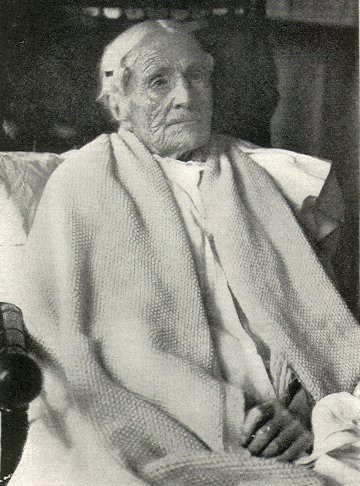
صورة آن باودر (8 أبريل 1807 – 10 يوليو 1917) في عيد ميلادها الـ110. التجاعيد العميقة شائعة عند المسنين.

الشيخوخة أو التعمّر هي عملية الهرم والتقدم بالعمر التي تصيب الكائنات الحية نتيجة تناميها. التعريفات المؤخرة لعملية الشيخوخة تعتبرها عبارة عن خلل وتلف في عمليات النظام مع مرور الوقت والزمن، هذا التعريف يسمح بظهور ووجود أنظمة لا تهرم (لا تشيخ) non-ageing systems، نتيجة تداخلات مضادة للشيخوخة (عندما يمكن إصلاح الخلل المتراكم). الشيخوخة أصبحت تدرس حاليا كعلم يتناول النواحي الثقافية والاقتصادية ودراسات الوعي والتغيرات الاجتماعية والديمغرافية أما النواحي الفيزيولوجيا فتوصف بعملية هرم.....
تقرير الأمم المتحدة أن بداية سن المسنين يختلف من مجتمع إلى آخر فبعض الدول اعتبرت (60-65) سنة بدء المسنين من 60 سنة للرجل، 50 سنة للمرأة، ودول أخرى تبدأ مرحلة المسنين للرجل من 55 سنة وللمرأة من 50 سنة وذلك مرتبط بمستوى الأعمار في كل دولة.
وعرفت دراسة الشيخوخة أنها ليست مجرد عملية بدنية، وإنما هي أيضاً حالة تعبر عن تغيرات جذرية في مجال الأنشطة الاجتماعية التي اعتاد عليها الفرد ؛ فاعتبرت الشيخوخة بمثابة مرحلة يتم فيها هجر العلاقات الاجتماعية والأدوار السابقة مما يخلق للفرد عقدا نفسية تفقده الثقة في النفس وتجعله يشعر بأنه قد أصبح أداة عاطلة في المجتمع.

## التقاعد
هي مرحلة يطلق عليها اصطلاحا مرحلة الشيخوخة أي سن الإحالة على المعاش، تحدده قوانين التوظيف في كل دولة. وهو في مصر بالنسبة للموظفين ستون سنة وبالنسبة للعمال خمس وستون سنة، وقد يكون مبكرا عن ذلك في بعض الوظائف العسكرية.

### أنواع التقاعد
1. التقاعد الاختياري أي يتم بمحض إرادة الفرد وعلى أساس من تقديراته وهو قراره هو.
2. التقاعد الإجباري بمعنى أن الفرد يحال إلى المعاش في سن الستين أو الخامسة والستين حسب ما تنص عليه تشريعات العمل المعمول بها في المجتمع.[5]

## الهرم
في علم الأحياء والفيزيولوجيا : تعتبر الهرم (بفتح الهاء والراء) senescence عبارة عن اجتماع مجموعة عمليات خلل وظيفي (تلف) تلي فترة من التنامي للعضوية. يهتم علم رعاية المسنين بشكل خاص بعملية الهرم هذه ويدخل في ما يدعى : إطالة العمر life extension.

## التقدّم بالسنّ مقابل الخلود
يمرّ البشر وبعض الكائنات الأخرى بتجربة التقدّم بالسنّ، وبالتالي الموت. في المقابل، يمكن اعتبار بعض الكائنات خالدةً، على سبيل المثال، تنشطر البكتيريا لتُنتج خلايا وليدة، وتنمّي نباتات الفراولة سيقاناً لتستنسخ نفسها، كما لدى حيوانات الهيدرا القدرة على تجديد نفسها لتجاوز الموت بسبب التقدّم في السنّ.
يحتوي البشر وبعض الكائنات الفانية على خلايا تحملُ إمكانية الخلود : خلايا السرطان التي خسرت قابليّتها للموت بعد وجودها في مستعمرات الخلايا مثل سلالة هيلا الخلويّة، وبعض الخلايا الجذعية. في الاستنساخ الصناعي، يمكن تجديد الحالة الجنينيّة للخلايا البالغة ومن ثمّ نموّ أنسجة لا تشيخ.

## آثار الشيخوخة
يمرّ معظم البشر في حياتهم بعددٍ من الخصائص المميّزة لأعراض التقدّم بالسنّ:
1.  يفقد المراهقون قدرة الأطفال على سماع الأصوات ذات الترددات المرتفعة فوق 20 كيلو هيرتز.
2.  في منتصف العشرينيات، يبدأ تدهور القدرة المعرفية.
3.  تظهر التجاعيد، خصوصاً في المناطق التي تتعرض لأشعة الشمس (الوجه، مثلاً).
4. بعد وصولها إلى ذروتها في منتصف العشرينيات، تقلّ الخصوبة لدى الإناث.
5.  بعد سنّ الثلاثين، تبدأ كتلة الجسم بالتقلّص حتى سنّ السبعين.
6. يواجه الأشخاص فوق سن الـ 35 مخاطر فقدان مرونة العضلة الهدبيّة في العين، ما يؤدي إلى إصابتهم بقصور البصر الشيخوخي (عدم القدرة على التركيز على الأشياء القريبة).
7. في الخمسينيات من العمر، يتغيّر لون الشعر إلى الرمادي. ويصيب الصلع في سن الخمسين 30% - 50% من الرجال و25% من النساء.
8.  يصيب سن اليأس عادةً النساء بين أعمار 49 و 52 سنة.
9.  ترتفع نسبة الإصابة بداء المفصل التنكّسي لدى الفئة العمرية بين الـ 60 - 64 إلى 53%.
10.  يُصاب تقريباً نصف البشر فوق سنّ الـ 75 بفقدان حاسة السمع، ما يصعّب التواصل الكلامي.
11.  مع حلول عمر الـ 80، يصاب أكثر من نصف الأمريكان بإعتام العين، أو يكونون قد أجروا عمليّة الساد (إزالة العدسة الطبيعية للعين المصابة بالإعتام).
12.  يصيب الوهن، وهو فقدان الكتلة العضلية والحركيّة 25% مِمّن هُم فوق سنّ الـ 85.
13.  يُصنّف تصلّب الشرايين على أنه من أمراض الشيخوخة، ويتسبب بالأمراض الوعائية الدمويّة (مثل الجلطة ونوبة القلب) وهي الأسباب الأكثر انتشاراً للموت.
14.  تشير أدلّة ظهرت مؤخراً أنّ خطر الموت بسبب السنّ يبلغ أقصى مدى له بعد عمر 105 سنوات. كما تشير إلى أنّه «على المدى المنظور» فأقصى سنّ يمكن للبشر أن يبلغوه هو 115 سنة.

## الأساس البيولوجي لعملية التقدّم بالسنّ
في الوقت الحالي، ما زال الباحثون في المراحل الأولى لاستكشاف الأساس الحيوي لعملية الشيخوخة حتى في أبسط الكائنات ذات العمر القصير مثل ميكروبات الخميرة.
تُصنّف العوامل التي تؤثر على العملية الحيوية للتقدم بالسن إلى صنفين رئيسين: مبرمجة ومرتبطة بالتلف. تتبع العوامل المبرمجة إلى جدولٍ زمنيّ حيويّ، ربما يكون استمراراً للجدول الزمني الذي ينظّم النموّ والتطوّر في الطفولة. يعتمد هذا الضبطُ على التغيرات في الجينات التي تؤثر على الأنظمة المسؤولة عن استجابات الوقاية، والترميم، والدفاع. أما العوامل المرتبطة بالتلف فتشمل تأثير الأضرار الداخلية والخارجية على الكائنات الحية، والتي تسبّب ضرراً متراكماً على عدّة مستويات.

## الوقاية والتأخير

### نمط الحياة
نجح نظام تقييد السُعرات الحرارية الغذائي في التأثير على متوسّط حياة الكثير من الحيوانات، بما في ذلك القدرة على تأثير أو حتى الوقاية من العديد من الأمراض المرتبطة بالشيخوخة. لا تتوفّر معلومات عن تأثير نظام تقييد السعرات الحرارية على البشر، ولكن تثبت الكثير من التقارير مفعوله على الحماية من الأمراض المرتبطة بالشيخوخة.
يُنسب إلى نظام حمية البحر الأبيض المتوسط تقليل نسبة الإصابة بأمراض القلب والموت المبكّر. يبدو أنّ العناصر التي تُسهم في تقليل خطر الموت ترتبط باستهلاك أكبر للخضروات، السمك، الفواكه، المكسرات، والأحماض الدهنية غير المُشبعة أُحادياً، مثل زيت الزيتون.
لعدد ساعات النوم تأثير هامّ على معدّل الوفيات. يذكر الذين يعيشون لفتراتٍ أطول أنهم ينامون من ست إلى سبع ساعاتٍ كلّ ليلة. قلة النوم (أقل من 5 ساعات) ترفع خطر الموت بسبب أمراض الأوعية الدموية إلى نسبة أكثر من الضعف، ولكن النوم المفرِط (أكثر من 9 ساعات) يرتبط بمضاعفة خطر الموت.
قد تساعد التمارين الرياضية على عمرٍ أطول. تقلّ نسبة الوفيات لدى الأشخاص الذين ينخرطون في تمارين متوسطة إلى عالية الجهد العضلي منها لدى الأشخاص الخاملين عضلياً.

## المجتمع والثقافة
تعبّر كلّ ثقافة عن الشيخوخة بطريقتها الخاصة. عادةً ما يُقاس عمر الشخص البالغ بالسنوات منذ مولده. ثمة تقسيمات عشوائية صيغت لتحديد فترات الحياة: الطفولة، المراهقة، الشباب...إلخ.
تخصّص معظم الأنظمة القانونية العمر المحدد للأشخاص في حال السماح لهم أو إجبارهم على القيام ببعض النشاطات، مثل سنّ الانتخاب، سنّ السماح بشرب الكحول، سنّ المسؤولية القانونية، سن السماح بالزواج، سن التقاعد.

### الاقتصاد
شيخوخة السكان، هي ارتفاع عدد ونسبة المسنّين في مجتمعٍ ما. ولها 3 أسباب: الهجرة، متوسّط عمر أعلى، ومعدل ولاداتٍ أعلى. للشيخوخة آثارها الخاصة على المجتمع. عادةً ما يتمتع الشباب بامتيازات قانونية أقل، ويميلون إلى المطالبة بتغييرات سياسية واجتماعية، وتبنّي وتطوير التقنيات الحديثة، وتأكيد الحاجة للتعليم. بينما يكون للكبار سناً احتياجات مختلفة من الحكومة، ويتبنّون قيماً مختلفةً أيضاً، فيما يخص المِلكيّة وحقوق التقاعد.
حالياً، تبلغ النسبة العالمية للمسنّين 11% ممّن هم أكبر من 60 عاماً، ويقدّر صندوق الأمم المتحدة للسكان أنه بحلول العام 2050، فإن النسبة ستكون 22%.
يرتفع متوسّط العمر في البلدان المتقدمة مع ارتفاع متوسّط عمر الفرد وانخفاض نسبة المواليد. ووفقاً للأمم المتحدة، فهذه العملية جاريةٌ في كل بلدان العالم تقريبًا.

### الحاجة إلى الرعاية الصحية
تحصل تغيرات بيولوجية حتميّة مع التقدّم في السن قد تزيد من مخاطر الإصابة بالأمراض وفقدان الأهليّة. يذكر صندوق الأمم المتحدة للسكان أنه «ثمة حاجة إلى برنامج رعاية صحية ممتدّ مدى الحياة، يبدأ باكراً ويغطّي السنوات ذات الإنتاجية ويستمرّ حتى الشيخوخة. وهو ضروري لصالح المسنّين، بل ولجميع الأفراد. يجب على برامج وسياسات الصحة العامة أن تلبّي احتياجات المسنّين فقراء الحال والذين لا يستطيعون تحمّل تكاليف الرعاية الصحية« .
تكثر المجتمعات الشائخة في أوروبا الغربية واليابان. بسبب ما لذلك من آثارٍ معقدة على المجتمعات، ثمة مخاوف ممّا سيسبّبه ذلك على الحاجة إلى الرعاية الصحية.

### التصوّر الذاتي للشيخوخة
منذ عقودٍ ما زالت معايير الجمال في حالةٍ مستمرة من التطوّر بسبب الإدراك والتصوّر المتزايد للجماليّات. لهذا تتوسّع صناعة مستحضرات التجميل وهي في طريقها لتصبح جزءاً من الروتين اليومي للعناية الشخصيّة. يتزايد الطلب على مستحضرات التجميل يوماً بعد يوم وخصوصاً في آسيا، حيث تتصدّر كوريا الجنوبية هذا المجال في الأبحاث والتطوير، وفي صناعتها آخر المستحضرات التجميلية ذات الآثار المؤخّرة للشيخوخة.
يرتبط الإدراك الذاتي الإيجابي للتقدم بالسنّ لدى المسنّين بصحّة أعلى ونسبة وفيات أقلّ.

### الشيخوخة الناجحة
يمكن تقفّي أثر هذا المفهوم إلى الخمسينيات من القرن الماضي والذي أصبح شائعاً في الثمانينيات. شدّدت التعريفات التقليدية بخصوص الشيخوخة الناجحة على غياب العلل الجسدية والمعرفية لدى الكبار في السنّ. في مقالهم المنشور في عام 1987، ذكر «رو وكان» أنّ الشيخوخة الناجحة تتضمن ثلاث مكوّنات: 1. غياب الأمراض والعلل، 2. فاعليّة جسدية ومعرفيّة 3. مشاركة اجتماعية مثمرة.

## الشيخوخة مقابل الخلود

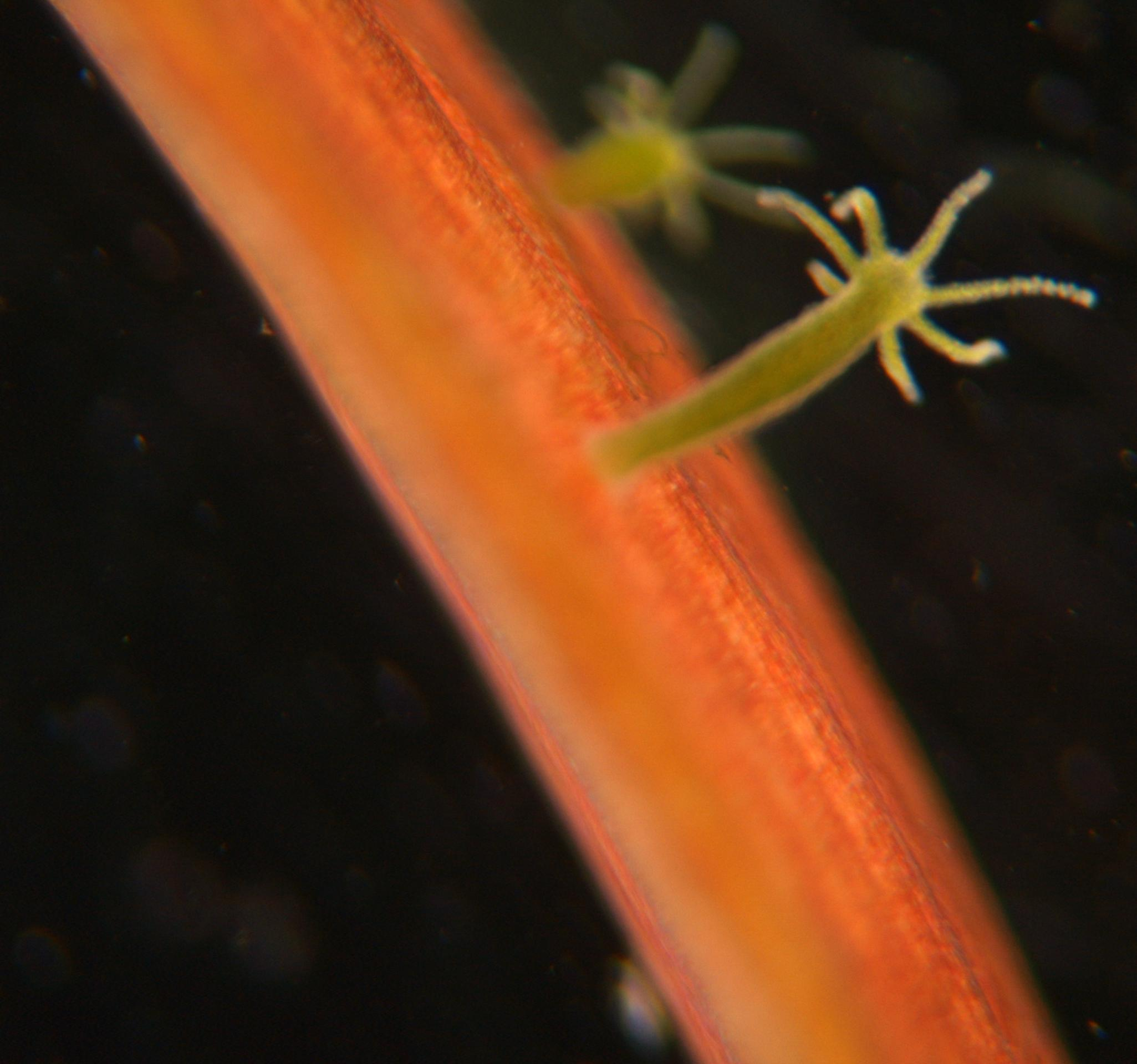
الهيدرا الخالدة، قريب من قنديل البحر

البشر وأعضاء الأنواع الأخرى، خاصة الحيوانات، حتمًا يلاقون الشيخوخة والوفيات. الفطريات، أيضًا، يمكنهم التقدم في العمر. وفي المقابل، يمكن اعتبار العديد من الأنواع خالدة: على سبيل المثال، تنشطر البكتيريا لإنتاج خلايا وليدة، تزرع نباتات الفراولة سيقان جارية لإنتاج سلالة لا جنسية بأنفسها، أيضًا حيوانات فصيلة الهيدرا لديها القدرة على التجدد التي تتجنب بها الموت في الشيخوخة.
كانت أشكال الحياة المبكرة على الأرض عبارة عن كائنات حية وحيدة الخلية، وهي بدأت منذ 3.7 مليار سنة على الأقل. تتكاثر هذه الكائنات (بدائيات النوى (بالإنجليزية: Prokaryotes) ، الحيوانات الأولية (بالإنجليزية: Protozoans) ، الطحالب) بالانشطار إلى خلايا وليدة؛ وبالتالي لا تتقدم في السن وتكون خالدة بشكل أساسي.
أصبحت شيخوخة ووفيات الكائن الحي ممكنة مع تطور التكاثر الجنسي، وهذا الذي حدث مع ظهور الممالك الفطرية/الحيوانية تقريبًا منذ حوالي مليار عام، وتطور ذوات البذور (الاسم العلمي:Spermatopsid
a) منذ 320 مليون عام. ويمكن للكائن الحي الجنسي من الآن فصاعدًا أن ينقل بعض مادته الوراثية لإنتاج أفراد جدد ويمكن أن يصبح في حد ذاته متاح فيما يتعلق ببقاء جنسه (هذه النظرية تسمى باللغة الإنجليزية: Disposable soma theory). لكن مؤخرًا قد تكون اختلت هذه الفكرة البيولوجية الكلاسيكية لأنه تم اكتشاف ان البكتيريا الإشريكية القولونية (الاسم العلمي: Escherichia coli) قد تنقسم إلى خلايا وليدة مميزة، مما يفتح إمكانية فرض نظرية «الفئات العمرية» بين البكتيريا.
حتى داخل البشر والأنواع الأخرى الفانية، هناك خلايا لها القدرة على الخلود: الخلايا السرطانية التي فقدت القدرة على الموت عندما تم الاحتفاظ بها في خلية مزروعة مثل خط خلية هيلا (بالإنجليزية: HeLa) وخلايا جذعية محددة (بالإنجليزية: Stem Cells) مثل الخلايا الجنسية (بالإنجليزية: germ cell) (التي تنتج البويضات والحيوانات المنوية). في الاستنساخ الاصطناعي، يمكن تجديد خلايا البالغين إلى حالة جنينية ثم استخدامها لزراعة نسيج جديد أو حيوان جديد بدون شيخوخة. ومع ذلك تموت الخلايا البشرية العادية بعد حوالي 50 انقسامًا للخلايا في مختبرات الاستزراع (حد هايفليك (the Hayflick Limit) الذي تم اكتشافه من قبل ليونارد هايفليك (Leonard Hayflick) في 1961).